# まぼろし (GARNET CROWの曲)
『まぼろし』は、GARNET CROWの23枚目のシングル。2006年9月13日に発売された。

## 解説
5thアルバム『THE TWILIGHT VALLEY』からの先行シングル。
4ヶ月連続CDリリースの第3弾で、GARNET CROW初のドラマタイアップに起用された楽曲である。また、前作「今宵エデンの片隅で」同様、本人たちも待望していたデジパック仕様での出荷となる。18thシングル「君の思い描いた夢 集メル HEAVEN」以来約1年4ヶ月振りにオリコンチャートトップ10位以内にランクインした。
セールス面においては、購入特典としてGARNET CROW初となるオリジナルグッズプレゼントが実施された。前作「今宵エデンの片隅で」との連動特典で、フラワーセット・チェスセット・ミニガットギター・リラックスクッションの各いずれかがメンバーコメントカードと共に、総計40人に当たるというものである。
メンバーの直筆サインが盤面に入った「まぼろし盤」なるものも存在する。曲のタイトルに合わせた企画で、初回生産分のうち100枚にサインを入れ各地CDショップ店頭へと出荷するというもの。初回限定生産盤などとは異なりどこのCDショップに入荷するかわからないため、希少価値が高い。

## 収録曲
1. まぼろし
  - 作詞：AZUKI七 / 作曲：中村由利 / 編曲：古井弘人

テレビ朝日系ドラマ『新・科捜研の女』主題歌[2]
もともとは5thアルバム『THE TWILIGHT VALLEY』収録用として制作されていたが、ふとしたきっかけでドラマ関係者の耳に止まりタイアップが決定、急遽シングル化となった楽曲である。なお、翌月リリースされた同アルバムにはアルバムバージョンとして収録されている。
iTunes Storeでは、ビデオクリップが配信されている。GARNET CROWのビデオクリップがiTunes Storeで配信されるのは初めての事である。
2. Holy ground 〜just like a "dejavu" arr.〜
  - 作詞：AZUKI七 / 作曲：中村由利 / 編曲：葉山たけし

2ndアルバム『SPARKLE 〜筋書き通りのスカイブルー〜』収録曲である「Holy ground」のリアレンジバージョン。GARNET CROWの楽曲としては初めての、葉山たけし編曲の楽曲である。
3. まぼろし 〜instrumental〜

## 収録アルバム
まぼろし
- THE TWILIGHT VALLEY（Album arr.）
- THE BEST History of GARNET CROW at the crest...
- THE ONE 〜ALL SINGLES BEST〜

Holy ground 〜just like a "dejavu" arr.〜
- GOODBYE LONELY 〜Bside collection〜